# Leslie Davies (Fußballspieler)
Leslie Elias Davies (* 29. Oktober 1984 in Bangor) ist ein walisischer Fußballspieler. Er spielt im Sturm des walisischen Erstligisten Bangor City.
Mit Bangor City gewann Davies im Jahr 2011 die walisische Meisterschaft sowie 2008, 2009 und 2010 den walisischen Pokal. Der in der Öffentlichkeit häufig als „Big Les“ bezeichnete Davies spielte mit 27 Jahren 2010/11 in der walisischen Liga seine mit 16 Toren erfolgreichste Saison.
Davies spielte außerdem für die U-18, die U-21 und das halbprofessionelle U-23 Team der Waliser.

## Erwähnenswertes
Leslie Davies wurde als einer von 32 Kandidaten für den Fußballer des Jahres der UEFA in der Saison 2011/12 nominiert, was bei zahlreichen Fußballfans und Journalisten für Verwunderung sorgte. Bis dahin hatte Davies gerade einmal zwei Spiele im UEFA Intertoto Cup und kein A-Länderspiel absolviert.
Dave Jones, ein Journalist der Daily Post, hat sich in einem Artikel dazu bekannt, Davies nominiert zu haben, da dieser nach Jones’ Ansicht der beste Spieler der Welsh Premier League in der Saison 2011/12 gewesen sei und mehr Aufmerksamkeit verdient habe. Aus jedem der 53 UEFA-Mitgliedsländer hatte ein Journalist eine Rangliste mit fünf Spielern vorgeschlagen.